# Jahači magle
Jahači magle je treći album srpskog sastava Bajaga i instruktori objavljen 6. rujna 1986.

## Popis pjesama
- Ja mislim 300 na sat
- Kao ne zna da je gotivim
- Gde stiže moje sećanje
- Red i mir
- Rimljani
- Samo nam je ljubav potrebna
- Strah od vozova
- Bam bam bam
- 442 do Beograda